# انقلاب (آلبوم میراندا لمبرت)
«انقلاب» آلبومی از هنرمند اهل ایالات متحده آمریکا میراندا لمبرت است که در  ۲۹ سپتامبر ۲۰۰۹ منتشر شد.